# スケッチ・オブ・フランク・ゲーリー
『スケッチ・オブ・フランク・ゲーリー』（Sketches of Frank Gehry）は、2005年のアメリカ映画。第59回カンヌ国際映画祭特別招待作品。

## 概要
アメリカの建築家、フランク・ゲーリーの素顔を描いたドキュメンタリーである。監督はゲーリーの長年の友人であるシドニー・ポラックで、映画監督デビュー以来初めて撮るドキュメンタリーである。

## 出演
- フランク・ゲーリー
- シドニー・ポラック
- デニス・ホッパー
- ジュリアン・シュナーベル
- ボブ・ゲルドフ